# Бету (футболіст, 1998)
Норберту Берсіке Гоміш Бетункал (порт. Norberto Bercique Gomes Betuncal, нар. 31 січня 1998, Лісабон), відомий як Бету (порт. Beto) — португальський футболіст, нападник англійського «Евертона».

## Ігрова кар'єра
Народився 31 січня 1998 року в Лісабоні в родині віхідців із Гвінеї-Бісау. Займався футболом в юнацьких командах низки португальських футбольних клубів, а в дорослому футболі дебютував 2018 року виступами за нижчоліговий «Олімпіку ду Монтіжу», в якому провів один сезон.
Продемонструвавши непересічну результативність в «Олімпіку», 21 гол у 34 іграх, 2019 року приєднався до вищолігового «Портімоненсі», у складі якого вже по ходу сезону 2020/21 став основним нападником і забив 16 голів у 35 іграх Прімейри.
31 серпня 2021 року на умовах річної оренди з обов'язковим подальшим викупом приєднався до італійського «Удінезе», де відразу став оснавним гравцем лінії нападу. Влітку 2022 року італійці викупили контракт гравця, а в серпні 2023 погодилися на перехід гравця до англійського «Евертона», якому трансфер нападника обійшовся в орієнтовні 30 мільйонів євро.

## Статистика виступів

### Статистика клубних виступів
Станом на 28 серпня 2023
| Сезон                    | Команда                  | Чемпіонат                | Чемпіонат | Чемпіонат | Національний кубок | Національний кубок | Національний кубок | Континентальні кубки | Континентальні кубки | Континентальні кубки | Інші змагання | Інші змагання | Інші змагання | Усього | Усього |
| Сезон                    | Команда                  | Ліга                     | Ігор      | Голів     | Ліга               | Ігор               | Голів              | Ліга                 | Ігор                 | Голів                | Ліга          | Ігор          | Голів         | Ігор   | Голів  |
| ------------------------ | ------------------------ | ------------------------ | --------- | --------- | ------------------ | ------------------ | ------------------ | -------------------- | -------------------- | -------------------- | ------------- | ------------- | ------------- | ------ | ------ |
| 2018–19                  | «Олімпіку ду Монтіжу»    | 4Д                       | 34        | 21        | КП+КЛ              | 2+0                | 0                  | -                    | -                    | -                    | -             | -             | -             | 36     | 21     |
| 2019–20                  | «Портімоненсі»           | ПЛ                       | 11        | 0         | КП+КЛ              | 0+0                | 0                  | -                    | -                    | -                    | -             | -             | -             | 11     | 0      |
| 2020–21                  | «Портімоненсі»           | ПЛ                       | 35        | 16        | КП+КЛ              | 0+4                | 0                  | -                    | -                    | -                    | -             | -             | -             | 39     | 16     |
| серп. 2021               | «Портімоненсі»           | ПЛ                       | 3         | 2         | КП+КЛ              | 0+2                | 0                  |                      |                      |                      |               |               |               | 5      | 2      |
| Усього за «Портімоненсі» | Усього за «Портімоненсі» | Усього за «Портімоненсі» | 49        | 18        |                    | 4                  | 0                  |                      | -                    | -                    |               | -             | -             | 53     | 18     |
| 2021–22                  | «Удінезе»                | A                        | 28        | 11        | КІ                 | 0                  | 0                  |                      | -                    | -                    |               | -             | -             | 28     | 11     |
| 2022–23                  | «Удінезе»                | A                        | 33        | 10        | КІ                 | 1                  | 0                  | -                    | -                    | -                    | -             | -             | -             | 34     | 10     |
| 2023–24                  | «Удінезе»                | A                        | 1         | 0         | КІ                 | 1                  | 1                  | -                    | -                    | -                    | -             | -             | -             | 2      | 1      |
| Усього за Udinese        | Усього за Udinese        | Усього за Udinese        | 62        | 21        |                    | 3                  | 1                  |                      | -                    | -                    |               | -             | -             | 65     | 22     |
| Усього за кар'єру        | Усього за кар'єру        | Усього за кар'єру        | 140       | 55        |                    | 8                  | 1                  |                      | -                    | -                    |               | -             | -             | 148    | 56     |